# SV Gaflenz
Der SV Gaflenz ist ein österreichischer Fußballverein aus dem Bundesland Oberösterreich im Bezirk Steyr-Land. Der Verein gehört dem Niederösterreichischen Fußballverband an. Die Vereinsfarben sind gelb-schwarz. In der Saison 2009/10 spielte der Verein in der Regionalliga Ost, der dritthöchsten österreichischen Leistungsstufe, und spielt mittlerweile nach einem Neustart in der 2. Klasse Ybbstal.

## Geschichte
Der SV Gaflenz wurde 1969 gegründet und nahm vorerst an der Meisterschaft der Linzer Diözesansportgemeinschaft teil. Gründungsmitglieder waren unter anderem Walter Bruckmayr, Reinhold Forster und Günther Kellnreitner, der dem Verein seit 1995 auch als Obmann vorsteht. Erster Obmann war Walter Bruckmayer, der von 1986 von Raimund Harreither, der diese Funktion bis 1995 innehatte, abgelöst wurde. Günther Kellnreitner ist nicht nur Obmann des Vereins, sondern auch Bürgermeister der Marktgemeinde Gaflenz.
Zwischen 1976 und 1984 hatte der SV Gaflenz eine der erfolgreichsten Frauenfußballmannschaften in Österreich, die Tourneen nach Tunesien, in die USA, nach Kanada und nach Spanien unternahm. Der größte Erfolg dabei war ein 1:0-Sieg gegen den FC Barcelona. Insgesamt bestritt die Mannschaft 411 Spiele und erreichte dabei 340 Siege und 29 Unentschieden bei 42 Niederlagen.
Ab 1981 wollte der Verein am Meisterschaftsspielbetrieb des Oberösterreichischen Fußballverbandes teilnehmen. Da er keine drei Mannschaften (Kampfmannschaft, Reserve und Junioren) stellen konnte, wurde er nicht zugelassen. Der Verein stellte daher ein weiteres Ansuchen an den Niederösterreichischen Fußballverband, der dem Verein entgegenkam und ihn in die 2. Klasse Ybbstal in der letzten Leistungsstufe einteilte.
Nach mehreren Aufstiegen über die Jahre gelang im Spieljahr 2007/08 der Aufstieg in die 1. Niederösterreichische Landesliga (vierte Leistungsstufe). Die Saison 2008/09 wurde für den SV Gaflenz äußerst erfolgreich. Die Mannschaft konnte nicht nur den Gewinn des niederösterreichischen Fußballcups verbuchen, sondern überdies den Gewinn des niederösterreichischen Landesmeistertitels. Damit gelang dem Verein der Durchmarsch durch die höchste niederösterreichische Fußballliga. Ein bisher einmaliges Kuriosum ist, dass es einem oberösterreichischen Verein gelang, in Niederösterreich Landesmeister zu werden. Im Pokalfinale, das in zwei Spielen ausgetragen wurde, trat der SV Gaflenz gegen die 1. Wiener Neudorfer SVg an und siegte in beiden Begegnungen mit 3:2 Toren.
Durch den Gewinn des Meistertitels stieg der SV Gaflenz in die Regionalliga Ost auf und nahm somit ab der Saison 2009/10 an der dritthöchsten Leistungsklasse teil, mittlerweile stieg der Verein jedoch wieder in die Niederösterreichische Landesliga ab.
2020 zog sich der SV Gaflenz aus der Landesliga zurück und wagte einen Neustart in der 2. Klasse Ybbstal.
Bei einer Zahl von 1961 Einwohnern der Gemeinde, weist der Verein rund 300 Mitglieder auf.

## Jugendarbeit
Seit 1998 wird beim SV Gaflenz großer Wert auf die Nachwuchsarbeit gelegt. Der Verein unternimmt mit dem Nachwuchs nicht nur zahlreiche Auslandsreisen –– 2003 führte eine solche die U-16-Mannschaft zur Copa de amistad nach Lima (Peru) –, sondern er führt auch selbst internationale Jugendwochen durch. Dadurch kamen seit etwa 1980 mehr als 1.200 ausländische Fußballmannschaften aus allen Kontinenten nach Gaflenz, um an den verschiedensten Turnieren teilzunehmen.
Seit 2009 besteht das Projekt Inneres Ennstal, in dem die Vereine SV Gaflenz, SV Weyer und ASV Kleinreifling zu einer Spielgemeinschaft im Nachwuchsbereich zusammengeschlossen haben.
2008 wurde der SV Gaflenz für seine Aktivitäten beim Landeswettbewerb „Beste Vereinsarbeit Oberösterreichs“ unter 1700 teilnehmenden Vereinen von Landeshauptmann Josef Pühringer mit dem zweiten Platz ausgezeichnet.
Ein Jugendspieler des SV Gaflenz, der den Sprung in den Profifußball schaffte, ist Martin Teurezbacher. Auch der ÖFB-Akteur Patrick Wimmer lief im Frühjahr 2019 noch für den SVG in der 1. NÖ-LL auf, bevor er den Sprung zu den Profis der Wiener Austria schaffte.

## Sportanlage
Die erste Sportanlage wurde 1978 errichtet. 1990 wurde diese vom neuen, gemeindeeigenen Sportzentrum abgelöst, die 2000 Zuschauer fasst. Sie wurde 2008–2009 mit einer gedeckten Tribüne ausgestattet. Am 27. Juni 2009 wurde diese anlässlich des 40-jährigen Bestandes des SV Gaflenz mit einem Spiel gegen den damaligen österreichischen Cupsieger FK Austria Wien offiziell eröffnet. Die Wiener siegten mit 5:1 Toren, wobei Roman Gibala den Ehrentreffer der Gaflenzer erzielte. Seit der Saison 2023/24 trägt die Sportanlage den Namen „HKW-Arena“, benannt nach einem lokalen Sponsor des Vereins.

## Sponsoring
Gefördert wird der Verein dabei, nach dem Rückzug  der Harreither GmbH, durch die Betriebe in der Gemeinde.

## Erfolge
- Niederösterreichischer Fußball-Landesmeister 2008/09
- Niederösterreichischer Fußball-Cupsieger 2008/09

## Aktueller Kader
Stand: 5. Februar 2024
| Rückennummer | Name                   | Nationalität            |  |
| Torhüter     | Torhüter               | Torhüter                |  |
| ------------ | ---------------------- | ----------------------- |  |
| T            | Matthias Hirtenlehner  | Osterreich              |  |
| T            | Sebastian Üblacker     | Osterreich              |  |
| Verteidigung |                        |                         |  |
| 15           | Benedikt Brenn         | Osterreich              |  |
| 14           | Paul Brenn             | Osterreich              |  |
| 17           | Radovan Valentin       | Slowakei                |  |
| 20           | Michael Kern           | Osterreich              |  |
| 23           | Patrick Kleinlehner    | Osterreich              |  |
| 3            | Daniel Schippany       | Osterreich              |  |
| 2            | Niclas Schnetzinger    | Osterreich              |  |
| 13           | Martin Studirach       | Osterreich              |  |
| 10           | Martin Stütz           | Osterreich              |  |
| Mittelfeld   |                        |                         |  |
| 6            | Thomas Subotic         | Kroatien                |  |
| 7            | Mathias Berger-Steiner | Osterreich              |  |
| 66           | Florian Hirtenlehner   | Osterreich              |  |
| 5            | Thomas Englisch        | Osterreich              |  |
| 27           | Thomas Hirtenlehner    | Osterreich              |  |
| 18           | Anton Klinserer        | Osterreich              |  |
| 6            | Hannes Klinserer       | Osterreich              |  |
| 22           | Simon Rettensteiner    | Osterreich              |  |
| 23           | Marek Beno             | Slowakei                |  |
| 9            | Mario Rezo             | Osterreich              |  |
| 17           | Josip Marjanovic       | Bosnien und Herzegowina |  |
| Angriff      |                        |                         |  |
| 16           | Julian Englisch        | Osterreich              |  |
| 9            | Boris Slahor           | Slowakei                |  |
| 15           | Florian Stubauer       | Osterreich              |  |
| 14           | Jakob Wachauer         | Osterreich              |  |